# Чужі пристрасті
«Чужі пристрасті» (латис. «Svešās kaislības») — радянський художній фільм режисера Яніса Стрейча, знятий за однойменною повістю литовського письменника Миколаса Слуцкіса на Ризькій кіностудії у 1983 році.

## Сюжет
Дія фільму відбувається у 1945 році на хуторі Валдамані в Латвії. Сирота Маріте, що знайшла притулок у свого далекого родича стає мимовільним свідком драматичних подій. Старий господар хутора, що з'їхав з глузду, не в силах займатися господарством. Його дружина має види на свого колишнього батрака Антанаса, який не так давно повернувся з фронту. Вона хоче бачити його своїм коханцем і не без підстави розраховує на протекцію друзів Антанаса, таких же як і він фронтовиків, які відразу стали волосними начальниками. Сам Антанас максимально використовує ситуацію, що склалася і бачить себе новим власником хутора. Але удача відвертається від нього. Спочатку у нього забирають всі накопичені гроші «лісові брати», які зазирнули в одну з ночей на хутір, потім приходить звістка про смертельну хворобу матері і в довершення до всіх бід — вагітна від нього хазяйська дочка робить аборт. Антанас, що напився з горя, заснув в хліві, де його сплячого зарізав божевільний Валдманіс.

## У ролях
- Вія Артмане — Анна
- Альгірдас Паулавічюс — Антанас
- Зане Янчевська — Маріте
- Візма Озоліня — Аусма
- Леонід Оболенський — Валдманіс
- Яніс Паукштелло — Езеріньш
- Болеслав Руж — циган
- Еугенія Шулгайте — мати Антанаса
- Андріс Морканс — Імантс
- Паул Буткевич — «Лось»

## Знімальна група
- Автор сценарію і режисер-постановник: Яніс Стрейч
- Оператор-постановник: Харій Кукелс
- Композитор: Улдіс Стабулнієкс
- Художник-постановник: Гунарс Балодіс
- Звукорежисер: Гліб Коротеєв